# Bonzi Buddy
Bonzi Buddy, también conocido como Bonzi, era un asistente virtual de escritorio gratuito desarrollado por Bonzi Software. A elección del usuario, compartiría chistes y datos, administraría descargas, cantaría canciones y hablaría, entre otras funciones, ya que usaba Microsoft Agent. Cuando se inicia BonziBuddy por primera vez pedirá 3 aplicaciones para poder iniciar bonziBuddy. Cuando se abre la aplicación, el simio de color púrpura llamado Bonzi o el loro de color verde llamado Peedy, pedirán al usuario que introduzca un "nickname" para así "reconocerlo"; luego, pedirá datos (Nombre y apellidos, Edad, Dirección, Correo electrónico para registrar al usuario en Bonzi.com (si no se quiere registrar, el personaje recordará cuando se inicie otra vez el programa que debe registrarse).

## Diseño y características
El software utiliza la tecnología de Microsoft Agent similar al Ayudante de Office. Originalmente el programa presentaba un loro verde llamado Peedy, uno de los personajes disponible con Microsoft Agent, pero versiones posteriores presentó a un personaje original llamado Bonzi, un gorila morado. Las voces fueron creadas por Lernout & Hauspie de un paquete de Microsoft Speech API 4.0. 
BonziBuddy tiene la capacidad de ayudar a buscar por la web, descargar archivos, mandar mensajes de correo electrónico, etc. También puede interactuar con el usuario bailando, cantando, contando chistes y curiosidades, entre otros.

## Crítica y controversia
BonziBuddy fue clasificado como programa espía porque recopilaba la información varia de la gente que lo registraba como se mencionó antes.
También, varias personas se quejaron de este programa, afirmando que era molesto y que no servía para nada.
BonziBuddy solía aparecer en un pop-up o publicidad, en páginas poco fiables o poco conocidas. Tales como: páginas que en su URL no llevan ni "http" ni "https", páginas de contenido erótico, páginas de películas piratas, entre otras. En el pop-up aparecía el reconocido mono morado y frases alrededor como "I can talk!" o "I can Search!". El pop-up también tenía una falsa opción de cerrar el mensaje emergente, que te enviaba a la página maliciosa.

## Consecuencias tras instalación
Bonzi Buddy monitorea en secreto, graba y transmite la actividad. Los posibles síntomas son los más comunes en este tipo de programas: rendimiento lento del sistema, bloqueos del sistema, anuncios comerciales, cambio de la página de inicio del navegador, y demás. También puede causar un alto uso de la CPU o una conexión a Internet lenta debido al ancho de banda utilizado.